# Souleyman
Souleyman fue mansa del Imperio de Malí desde 1341 a 1360. Como hermano de Kankan Mansa Musa, sucedió a su hijo, Maghan, en el trono en 1341. A su muerte asumió el trono durante un corto periodo su hijo Kassa, pero fue sucedido ese mismo año por el hijo de Maghan, Mari Diata II.
El historiador marroquí Ibn Battuta viajó a Tombuctú para visitar la corte de Suleyman por un periodo de 8 meses, en 1352-1353. Durante ese tiempo, Ibn Battuta registró una detallada descripción de la vida de la corte, incluyendo notas de la falta de piedad de Souleyman que contrastaba con la generosidad de su hermano Kankan Musa.
El mansa Souleyman tomó duras medidas para sanear las finanzas del reino, y demostró ser un buen rey. Durante su reinado comenzaron las incursiones de los fulas. También se enfrentó a una conspiración palaciega para derrocarlo, tramada por la Qasa (reina) y varios comandantes del ejército. 
El mansa también realizó un hajj, y continuó las relaciones diplomáticas con Marruecos y Egipto. 
Construyó un palacio en Kangaba llamado Camanbolon en donde reunía a la corte y recibía a los gobernadores provinciales y a los embajadores, y donde depositó los libros santos. 
El único revés de su reinado fue la pérdida de la provincia de Dyolof en Senegal. Los pueblos de wolofs se unieron en 1350 y formaron su propio Estado, llamado Imperio de Jolof.
Mansa Suleiman murió en 1360 y fue sucedido por su hijo, Camba, que fue depuesto nueve meses después por uno de los hijos de Maghan.
| Predecesor: Maghan | Mansa de Malí 1341 – 1360 | Sucesor: Kassa |